# الکس دیمیترایدز
الکس دیمیترایدز (انگلیسی: Alex Dimitriades؛ زادهٔ ۲۸ دسامبر ۱۹۷۳) بازیگر اهل استرالیا است. وی از سال ۱۹۹۳ میلادی تاکنون مشغول فعالیت بوده است. از فیلم‌هایی که وی در آن نقش داشته است می‌توان به تایدلندز، کشتی ارواح و سابترانو اشاره کرد.